# Българи в Германия
Българите в Германия (на немски: Bulgaren in Deutschland) са етническа група, която не присъства при преброяването на населението в страната. Според данни на Федералната статистическа служба, българските граждани в страната към 31 декември 2023 г. са 436 860 души, като съставляват 0,49% от населението на Германия. Те са една от най-многобройните български общности в Западна Европа.
В периода от 2000 до 2021 г. 27 309 български граждани придобиват германско гражданство, като 18 353 от тях го придобиват в последните 10 години.
Към 31 декември 2019 г. броят на българските граждани в Германия е 360 170 души, в същото време броят на българските студенти в страната през летния семестър на 2019 г. е 6 250 души (от общо 379 549 чуждестранни студенти). Отчита се постоянен спад през годините на тази бройка. За сравнение, през зимния семестър 2005/2006 г. броя на българските студенти е 12 794 души (от общо 248 357 чуждестранни студенти).
Броят на безработните български граждани към 31 януари 2020 г. е 30 108 души (или 8,3%), като почти всички от тях нямат завършено образование (26 506 души). 20 645 от безработните получават социални помощи за безработица.

## История
Българската общност в Германия е една от най-многочислените групи български общности зад граница. Тя се е формирала през три основни периода на миграция – след Втората световна война, след 1989 г. и след присъединяването на България в Европейския съюз през 2007 г.

## Численост
Брой на българските граждани в Германия през годините, според данни на Федералната статистическа служба (към 31 декември):
| Година | Численост |
| ------ | --------- |
| 1994   | 44 800    |
| 1995   | 38 800    |
| 1996   | 36 000    |
| 1997   | 34 500    |
| 2000   | 34 400    |
| 2001   | 38 100    |
| 2003   | 44 300    |
| 2004   | 39 167    |
| 2005   | 39 153    |
| 2006   | 39 053    |
| 2007   | 46 818    |
| 2008   | 53 984    |
| 2009   | 61 854    |
| 2010   | 74 869    |
| 2011   | 93 889    |
| 2012   | 118 759   |
| 2013   | 146 828   |
| 2014   | 183 263   |
| 2015   | 226 926   |
| 2016   | 263 320   |
| 2017   | 310 415   |
| 2018   | 337 015   |
| 2019   | 360 170   |
| 2021   | 410 885   |

## Български цигани
Според оценки през 2019 г. броят на българските цигани в градовете Дортмунд и Дуйсбург в Рурска област, провинция Северен Рейн-Вестфалия се оценява на близо 80 хил. души.
През 2019 г. броят на българските цигани от пловдивския квартал Столипиново в Германия се оценява на около 12 хил. души. Те са мнозинство сред българските цигани в град Дуйсбург. Циганите от България в града говорят на турски език и са с произход от Пловдивско и Шуменско.

## Български турци
Българските турци започват масово да се заселват в Германия в началото на 1990-те години, когато стари мигранти масово канят свои близки и роднини от България, които не са успели да се изселят по време на Възродителния процес. Те пристигат в Германия като бежанци, а по-късно стават предимно трудови мигранти.

## Личности
Етнически българи родени в Германия са: 
- Емануел Мирчев (р. 9 февруари 2002, Хамбург), футболист
- Лукас Петков (р. 1 ноември 2000, Фридберг, Бавария), футболист
- Алекс Боримиров (р. 13 май 1998, Мюнхен), футболист
- Едисон Йорданов (р. 8 юни 1993, Росток), футболист

| Стефан Голдман |  | Сента-София Делипонти |
| Стефан Голдман |  | Сента-София Делипонти |

Личности със смесен български и друг произход, родени в Германия са:
- Сента-София Делипонти (р. 16 април 1990, Волфсбург), певица, автор на песни и актриса
- Стефан Голдман (р. 1978, Берлин), диджей и композитор на електронна музика
- Сибиле Левичаров (р. 16 април 1954, Щутгарт), писателка
- Яна Милев (р. 24 април 1964, Лайпциг), социоложка, етнограф и куратор

### Български емигранти в Германия

#### Български евреи
Български евреи емигрирали от България в Германия са: 
- Самуел Финци (р. 20 януари 1966, Пловдив), актьор

## Федерални провинции

### Бавария

#### Мюнхен
Към 31 декември 2012 г. българските граждани в Мюнхен са 8 828 души. В предходните години са били: 1651 (2000), 2411 (2001), 2822 (2002), 3119 (2003), 3045 (2004), 2858 (2005), 2956 (2006), 3812 (2007), 4509 (2008), 5147 (2009), 5982 (2010).

### Берлин
Към 31 декември 2019 г. българските граждани в Берлин наброяват 31 525 души, повече от три пъти спрямо 2010 г., когато те са били 9 988 души.

### Северен Рейн-Вестфалия
Към 31 декември 2021 г. българските граждани в провинция Северен Рейн-Вестфалия наброяват 96 715 души. В началото на септември 2022 г. в град Дюселдорф е разкрито Генералното консулство на България.

## Двойно гражданство
С присъединяването на България към Европейския съюз на 1 януари 2007 г. на практика се легализира двойното гражданство между България и Германия. Отказването от българско гражданство вече не е условие за придобиване на германско. Голямото мнозинство от натурализираните след 2007 г. българи запазват българското си гражданство. Преди 2007 г. двойното гражданство е било възможно само при придобиване по права линия от родителите.

## Култура

### Дружества
Български дружества са:
- Българска Общност – Берлин (от 2006)
- Български културен кръг – Хановер
- Български културен форум „Мартеница“ – Щутгарт (от 2003)
- Германо-български клуб – Бон
- Германо-български форум – Берлин (от 1996)
- Германо-Българско социокултурно дружество в Дортмунд и околността „Васил Левский“ – гр. Дортмунд и гр. Люнен Архив на оригинала от 2020-03-23 в Wayback Machine.
- Германо-българско дружество „Помощ за децата“ – Ноенкирхен-Зигертсбрун (от 2003)
- Германо-българско дружество в Бавария – Мюнхен (от 1993)
- Германо-българско културно дружество "Златен Век" – Нюрнберг / Ерланген
- Германо-българско дружество за насърчаване на връзките между България и Германия – седалище Берлин (от 1995)
- Германо-българско социокултурно сдружение – Магдебург (от 2013)
- Германо-българско дружество „Дунав“ – Дюселдорф (от 2010)
- Германо-българско дружество – Вайнщат
- Германо-българско дружество – Дрезден
- Германо-българско дружество – Лайпциг (от 1992)
- Германо-българско дружество – Мьосинген (от 1995)
- Германо-българско дружество – Тюрингия (от 1998)
- Германо-българско дружество – Хамбург (от 1995)
- Германо-българско културно дружество „Иван Вазов“ – Есен (от 1975)
- Германо-българско културно дружество „Кирил и Методий“ – Франкфурт (от 1982)
- Германо-българско културно дружество – Дармщат (от 1978)
- Германско-българско дружество за приятелство – Щутгарт (от 1941)
- Дружество за подпомагане на български домове за деца, лишени от родителски грижи – Берлин (от 1997)
- Дружество на приятелите на България – Берлин/Бранденбург (от 1990),
- Дружество „Приятели на България“ – Пютлинген
- Дружество Немско-българска родителска инициатива „Ян Бибиян“, Мюнстер
- Клуб на българските жени и българските семейства в Хамбург (от 2005)
- Приятелски кръг „София“ – Билефелд
- „Помощ за България“ – Франкфурт.
- Немско-българско културно сдружение „Аз Буки Веди“ – Кьолн
- Немско-българско сдружение ДУНАВ – Бремен (от 2015)[14]

### Електронни медии
Български електронни медии са:
- Информационен портал за Българи в Берлин – Berlin-za-men Архив на оригинала от 2012-12-29 в Wayback Machine.
- „Без граници“ – радиопредаване по програма Querfunk – Карлсруе (от 2005)
- Българска радио и телевизионна програма BG-RTV Berlin/Radio „Bulgaria“ – Берлин (от 2001)
- Българска редакция на Дойче Веле – Бон
- Информационен портал „БГ Парти“
- Информационен портал „Заедно“ за българите в Германия и Австрия.
- Германия Напред-Назад.ком
- Информационен портал за българи в Германия
- Българската общност в Германия Здравей.де

### Училища
Българските неделни училища в Германия подкрепени от Министерството на образованието и науката на България за учебната 2021/2022 година са 22 на брой. Това са:
- Българско училище „Христо Ботев“, Аугсбург. (от 2015 г.) Сдружение Българско училище „Христо Ботев“ (bulgarische-schule-augsburg.com)
- Неделно училище за бълагрски език и култура „24 май“, Бад Липшпринге. Сдружение за насърчаване на българското образованиe и култура „24 май“ e. V. – Бад Липшпринге (24mai.de)
- Българско училище в Берлин, Берлин. (от 1966 г.) Българско училище в Берлин – Берлин (bulgarische-schule-berlin.de)
- Училище „Родна реч“, Бремен. (от 2015 г.) Немско-Българско сдружение „Дунав“ – Бремен (dbg-dunav.de)
- Българско училище „Никола Вапцаров“, Ерфурт. Дружество „Кубрат” – Ерфурт
- Българо-неделно училище „Иван Вазов“, Есен. (от 2017 г.) Родителска инициатива „Родина“ e. V. – Есен (bg-schule-essen.de)
- Българско училище „Буквар“, Кобленц. (от 2018 г.) Българско дружество „Буквар“, Кобленц (bukvar-frankfurt.org)
- Българско училище „Иван Вазов“, Констанц и Лудвигсбург. Българско правосубектно сдружение за насърчаване на образованието и културата „Иван Вазов“ – Констанц
- Българско училище „Аз Буки Веди“, Кьолн. (от 2009 г.) Българо-немско културно-просветно дружество „Аз Буки Веди“ – Кьолн (azbukivedi.de)
- Българско училище „Д-р Петър Берон“, Лудвигсхафен и Манхайм. Българско сдружение за стимулиране на образованието и културата – Манхайм
- Българско училище „Ян Бибиян“, Мюнстер. (от 2011 г.) Немско-българска родителска инициатива „Ян Бибиян“ – Мюнстер (u4ili6teto.bg)
- Българско училище „Дора Габе“, Мюнхен. (от 2013 г.) Дружество „Българско училище „Дора Габе“ – Мюнхен (bgschule-doragabe-muenchen.de)
- Българско училище „Паисий Хилендарски“, Мюнхен. (от 2008 г.) Дружество „Българско училище в Мюнхен „Паисий Хилендарски“ – Мюнхен (bulgarische-schule-muenchen.de)
- Българско училище „Златен век“, Нюрнберг. (от 2009 г.) Дружество „Българско училище Златен век“ – Нюрнберг (bulgarische-schule-nuernberg.de)
- Българско училище „Васил Левски“, Саарбрюкен и Кайзерслаутерн. (от 2011 г.) Дружество „Приятели на България“ Пютлинген-Саар (bg-schule-saar.de)
- Българско училище „Васил Левски“, Франкфурт на Майн и Дармщадт. (от 2010 г.) Българско училище „Васил Левски“ – Франкфут на Майн ООД с нестопанска цел (bgschule-frankfurt.de)
- Българско училище „Българче“, Хайделберг. Сдружение Българско училище „Българче“ – Хайделберг
- Българско училище в Хамбург, Хамбург. (от 2001 г.) Дружество „Българско училище в Хамбург“ – Хамбург (bgschule.de)
- Българско училище „Аз съм българче“, Бремен, Бремерхафен, Вилдесхаузен и Делменхорст. (от 2017 г.) Българско сдружение „Рила“
- Българско неделно училище „Св. св. Кирил и Методий“, Дортмунд. (от 2018 г.) Сдружение „Българско неделно училище „Св.св. Кирил и Методий“ – Дортмунд (bgschuledortmund.de)
- Българско неделно училище „Тракия“, Майнц. Фондация „Тракия“
- Българско неделно училище „Св. св. Кирил и Методий“, Регенсбург и Щраубинг. Немско-българска родителска инициатива „Св.св. Кирил и Методий“, Регенсбург

### Църковни общини
Български църковни общини са:
- Българска православна църква „Рождество Богородично“ – Бон-Кьолн (от 2005)
- Българска православна църковна община „Св. св. Кирил и Методий“ – Хамбург (от 2007)
- Българска православна църковна община „Св. Ана“ – Пасау
- Българска православна църковна община „Св. Георги Победоносец“ – Дюселдорф
- Българска православна църковна община „Св. Николай Мирликийски Чудотворец“ – Регенсбург
- Българска православна църковна община „Св. Седмочисленици“ – Лайпциг (от 1996)
- Българска православна църковна община и Българска православна църква „Св. Цар Борис Покръстител“ – Берлин (от 1994)
- Българска православна църковна община „Св. св. Кирил и Методий“ – Щутгарт
- Българска православна църковна община „Св. Петка Търновска“ – Манхайм (от 2009).

### Младежки организации
Български младежки организации са:
- Академичен съюз „Кирил и Методий“ – Карлсруе (от 2002)
- Асоциация на българските студентски сдружения в Германия – Карлсруе (от 2007)
- Българо-германски студентски съюз „Хъшове“ – Берлин (от 2000)
- Българо-германско студентско дружество „Плиска“ – Хамбург (от 2004)
- Българо–баварско академично дружество „Шипка“ – Мюнхен (от 2000)
- Български академичен клуб „Паисий“ – Мюнстер (от 2005)
- Български академичен съюз – Щутгарт (от 2004)
- Българско студентско дружество „Бай Ганьо“ – Манхайм (от 2004)
- Българско студентско дружество „Съединение“ – Дармщат (от 2006)
- Българско студентско дружество „Златен век“ – Ерланген и Нюрнберг (от 2005)
- Българско студентско дружество „Св. Климент Охридски“ – Бремен (от 2005)
- Българско студентско дружество „Проф. Иван Шишманов“ – Фрайбург (Брайзгау) (от 2016)
- Клуб на българските студенти „Будители“ – Бон/Кьолн (от 1996)
- Фен клуб България – Кобленц (от 2003)